# Matthias-Film

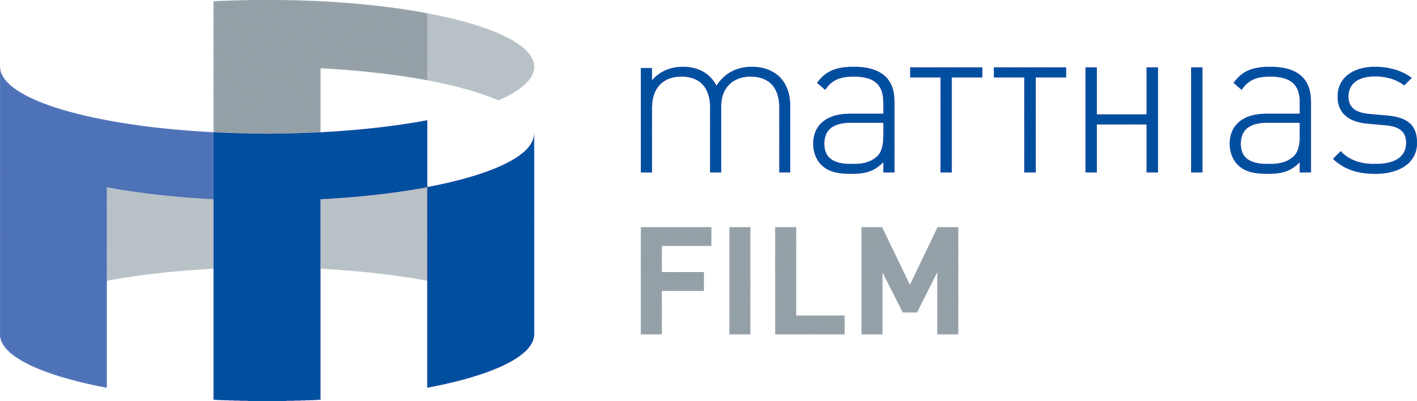
Logo von Matthias-Film

Die Matthias-Film gGmbH ist eine gemeinnützige Medienvertriebsgesellschaft mit Sitz in Berlin. Das Unternehmen widmet sich der Förderung von kultureller Bildung und Medienkompetenz durch Filme und didaktische Materialien. Alleiniger Gesellschafter ist das Gemeinschaftswerk der Evangelischen Publizistik. Geschäftsführer ist Stefan Hassels.

## Geschichte
Das Unternehmen wurde 1950 als Filmvertrieb und Filmproduktionsgesellschaft der evangelischen Kirche gegründet. 1960 wurde der Bereich Filmproduktion in die Eikon gGmbH ausgegründet. Seitdem beteiligt sich das Unternehmen nur noch sporadisch an Filmproduktionen. Heute werden in erster Linie Videos und DVDs mit der Lizenz, die Filme öffentlich und nichtgewerblich vorzuführen, vertrieben.

## Programm
Das Vertriebsprogramm umfasst Spielfilme und Dokumentationen. Hauptaugenmerk liegt auf Filmen, die sich zur Vorführung in Bildungseinrichtungen oder kirchlichen Institutionen eignen. Demzufolge thematisieren die Filme im Vertriebsstock gesellschaftliche und ethische sowie religiöse Fragen. Ergänzend zu vielen Filmen werden didaktische Materialien, wie Frage- und Antwortfunktionen, zusätzliches Bild- und Tonmaterial oder Arbeitsblätter, bereitgestellt. Dieses Material soll die Auseinandersetzung mit den Inhalten des Films fördern und vertiefen. Darüber hinaus bietet Matthias-Film Bilderbücher als Bilderbuchkino an.

## Preise und Auszeichnungen
Das Unternehmen wurde für seine Tätigkeit 2004 mit der Comenius-Medaille der Gesellschaft für Pädagogik und Information ausgezeichnet (Reihe DVD-educativ mit den Filmen „Faust“, „Die Entführung aus dem Serail“ und „Anders-Artig“).